# Sardinella
Sardinella – rodzaj ryb z rodziny śledziowatych (Clupeidae), z grupy sardynek. Są to ryby użytkowe o bardzo dużym znaczeniu gospodarczym. W języku polskim są określane zwyczajową nazwą sardynele. Osiągają do 40 cm długości, żywią się drobnym planktonem zwierzęcym i roślinnym.

## Występowanie
Wody morskie wzdłuż szelfów wszystkich oceanów z wyjątkiem wschodniego Oceanu Spokojnego. Młode wpływają do zatok i estuariów.

## Klasyfikacja
Gatunki zaliczane do tego rodzaju:
| - Sardinella albella - Sardinella atricauda - Sardinella aurita – sardynela atlantycka, sardynela hiszpańska (dawniej określana nazwą sardynela) - Sardinella brachysoma - Sardinella brasiliensis – sardynela brazylijska - Sardinella dayi - Sardinella fijiense - Sardinella fimbriata – sardynela szorstka - Sardinella gibbosa – sardynela złotopaska - Sardinella hualiensis - Sardinella jussieu | - Sardinella lemuru - Sardinella longiceps – sardynela oleista - Sardinella maderensis - eba, sardynela eba, sardynela kameruńska, sardynela maderska, sagran - Sardinella marquesensis - Sardinella melanura – sardynela złotoplama - Sardinella neglecta - Sardinella richardsoni - Sardinella rouxi - Sardinella sindensis - Sardinella tawilis - Sardinella zunasi – sardynela japońska |

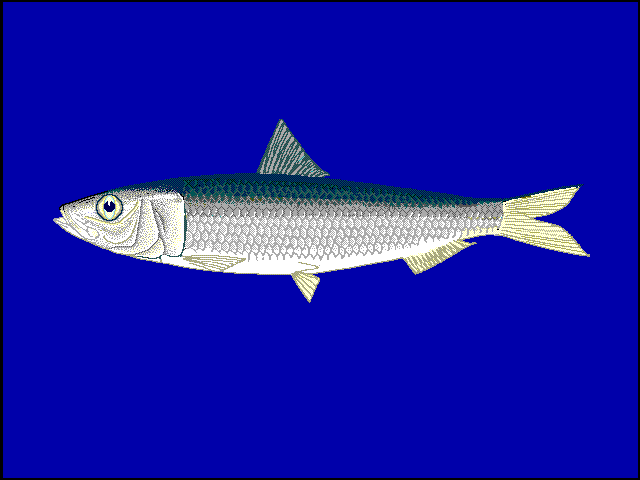
Sardinella longiceps
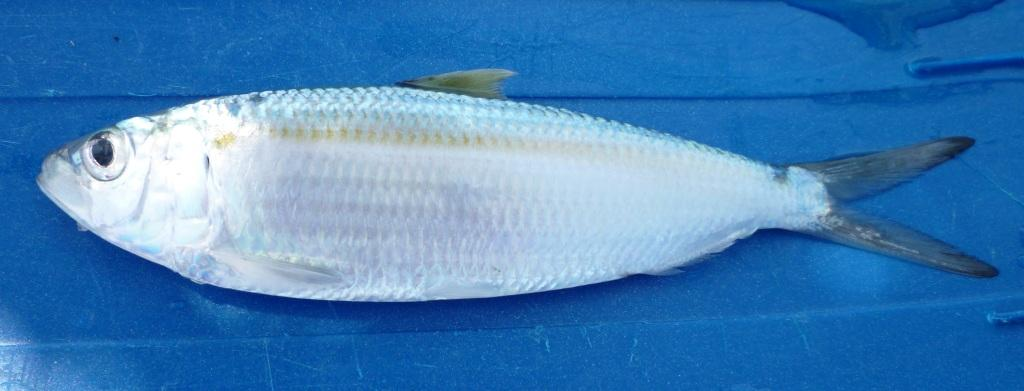
Sardinella maderensis
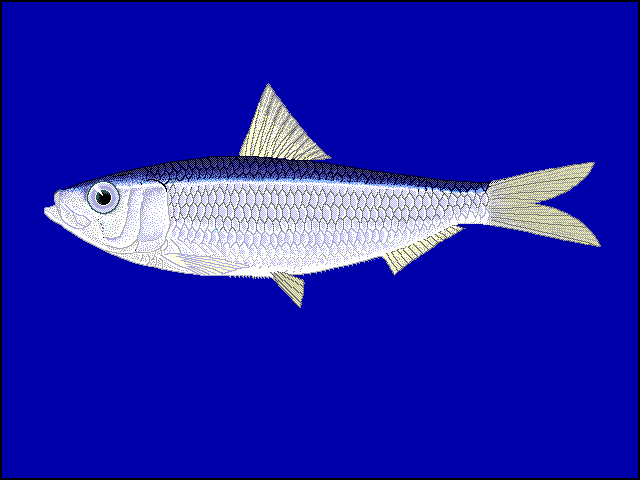
Sardinella tawilis